# Clarence D. Clark
Clarence Don Clark, född 16 april 1851 i Oswego County, New York, död 18 november 1930 i Evanston, Wyoming, var en amerikansk republikansk politiker. Han representerade delstaten Wyoming i båda kamrarna av USA:s kongress, först i USA:s representanthus 1890-1893 och sedan i USA:s senat 1895-1917.
Clark studerade vid University of Iowa. Han studerade sedan juridik och arbetade som advokat i Manchester, Iowa fram till 1881. Han flyttade därefter till Wyomingterritoriet och arbetade som åklagare för Uinta County 1882-1884.
Wyoming blev 1890 delstat och Clark valdes till delstatens första ledamot av USA:s representanthus, medan Francis E. Warren och Joseph M. Carey valdes till de två första senatorerna. Clark omvaldes senare samma år men han förlorade i 1892 års kongressval mot demokraten Henry A. Coffeen.
Francis E. Warren avgick 1893 från senaten men delstatens lagstiftande församling lyckades inte omedelbart välja en efterträdare åt honom. Till sist valdes Clark som tillträdde som ledamot av USA:s senat i januari 1895. Clark omvaldes 1899, 1905 och 1911.
Guvernör John B. Kendrick besegrade Clark i 1916 års senatsval. Efter tiden som senator arbetade Clark som advokat i Washington, D.C. Han var 1923-1929 ordförande i International Joint Commission som rekommenderar lösningar till tvister som uppstår inom gränsområdet mellan USA och Kanada.
Clark är begravd på Masonic Cemetery i Evanston i Wyoming.